# Carles Delclaux Is

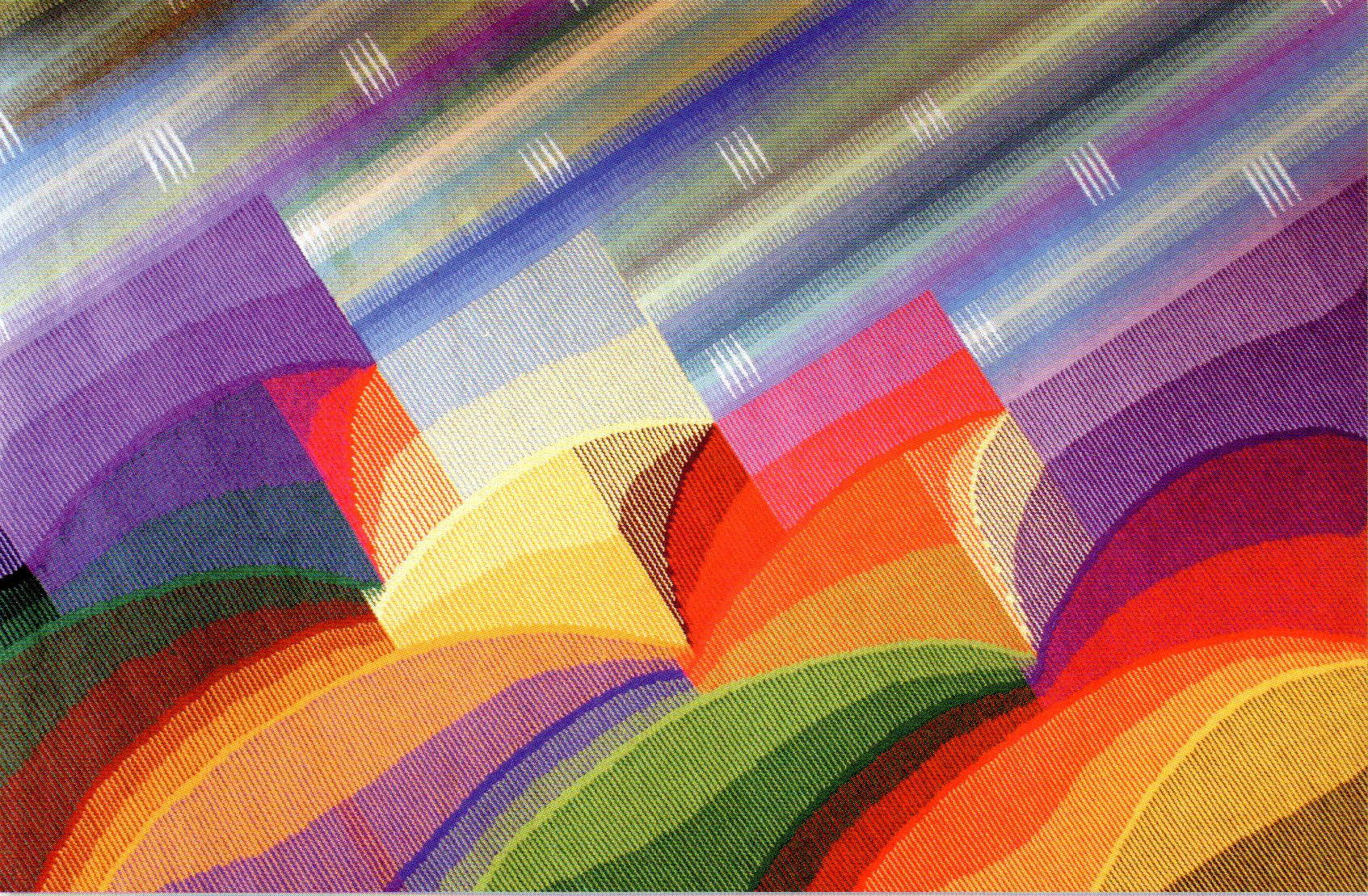
Corinti, 2007, Tapisserie, 200 × 300 cm

Carles Delclaux Is (* 29. Oktober 1951 in Sant Cugat del Vallès, Katalonien, Spanien als Carles Is i López) ist ein spanischer Textilkünstler. Er wird der katalonischen Wandteppichschule zugerechnet, die von Jean Lurçat und dessen Schüler Josep Grau-Garriga (1929–2011) geprägt wurde.

## Leben und Werk

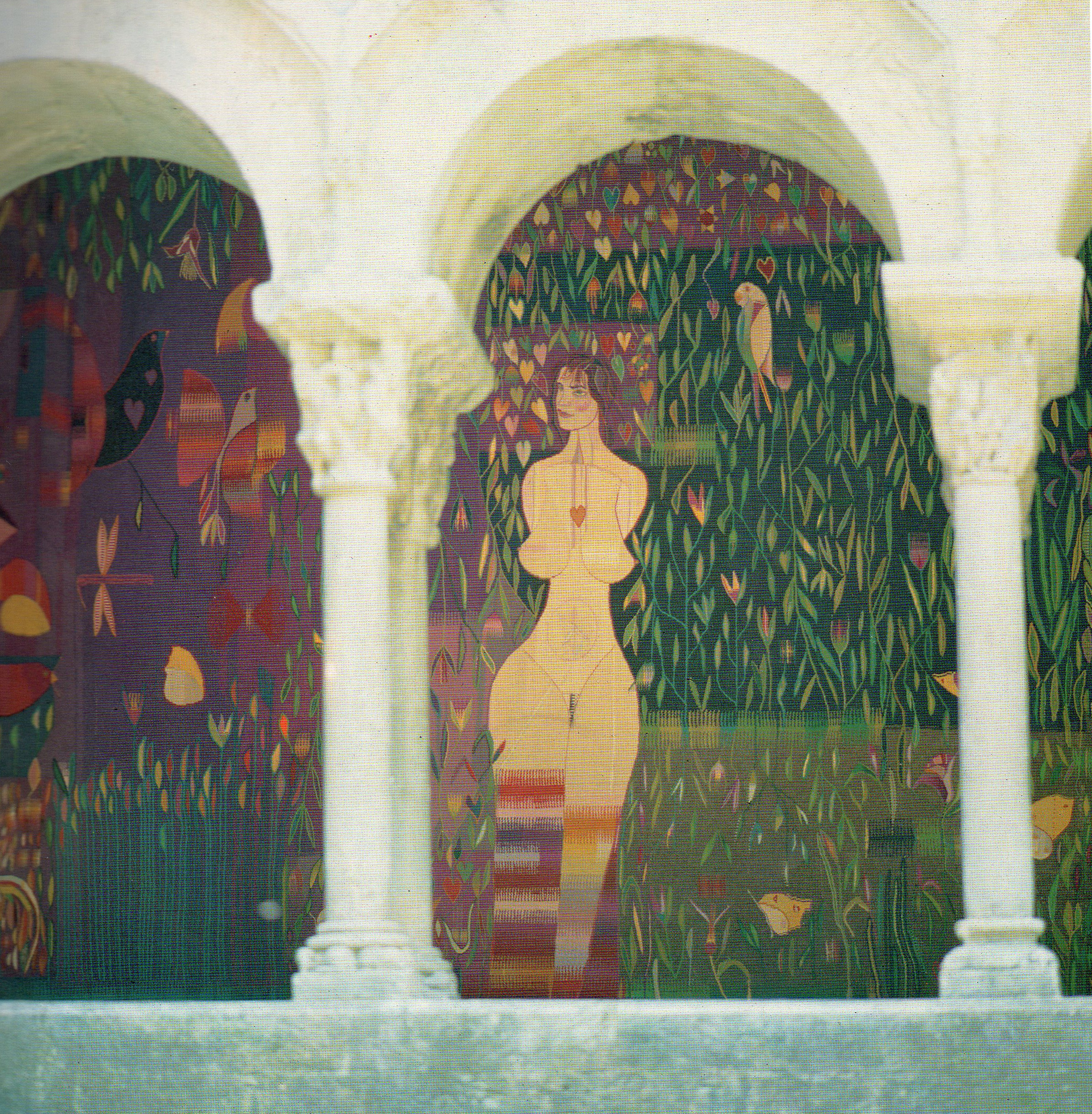
L'Empordanet, 1981, Tapisserie, 350 × 700 cm

Carles Delclaux Is begann 1968  für die Teppichfabrik Aymat in Sant Cugat del Vallès zu arbeiten. Zwischen 1970 und 1974 leitete der zu Beginn 19-Jährige die katalonische Wandteppichschule (Escola Catalana del Tapís) in Sant Cugat del Vallès. Parallel schrieb er sich an der Escola Massana in Barcelona ein, wo er unter anderem Kurse bei Antoni Ventós, Eduard Carbonell, Claude Collet und Lluís Maria Güell besuchte. Seine Militärzeit auf Menorca beendete diesen Lebensabschnitt.
Zurück in Katalonien ließ er sich in Can Monmany bei Valldoreix nieder, wo er 1974 zusammen mit Mercè Diogéne und Cecile Dedieu eine Wandteppichwerkstatt einrichtete. Zu dieser Zeit begann er einen eigenen Stil in der Herstellung von Wandteppichen zu entwickeln.
1975 unterstütze Miquel Samaranch, der Mäzen der katalanischen Wandteppichschule, ihn dabei, mit allen Webstühlen der geschlossenen Aymat-Fabrik nach Girona umzuziehen. Von 1984 bis 2009 lehrte Delclaux in der Wandteppichwerkstatt des dortigen Kulturzentrums La Mercè die zeitgenössische Wandteppichkunst.
Carles Delclaux Is hat Werke vieler Künstler restauriert und interpretiert, darunter von Josep Grau-Garriga, Joan-Josep Tharrats, Josep Maria Subirachs, Joan Miró, Manuel Millares, José Beulas, Modest Cuixart, Pere Lloses, Domènec Fita, Narcís Comadira, Juan José Torralba, Francesc Torres i Monsó und Marcel Martí.

Seine Werke sind in verschiedenen musealen und privaten Kunstsammlungen vertreten, unter anderem des MACBA, des Centro de arte y naturaleza (CDAN) in Huesca, des Museu Tèxtil (CDMT) in Terrassa und den Kunstsammlungen von Sant Cugat des Vallès.

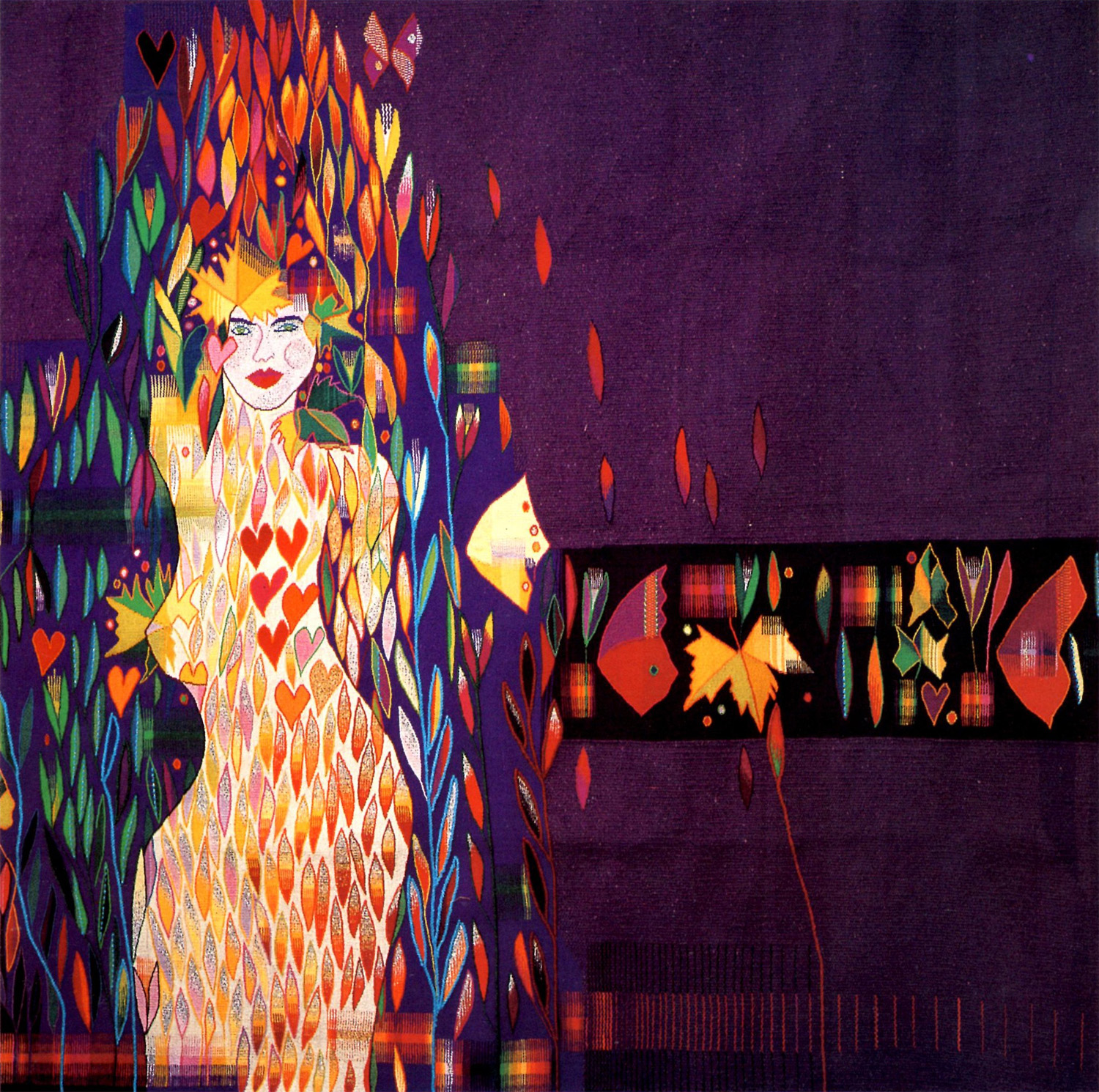
Damunt de tu només les flors, 1981, Tapisserie, 210 × 300 cm